# Libertin
Libertin je stoupenec libertinismu, způsobu myšlení znamenajícího „volnomyšlenkářství“, volnost názorů a mravů. Termín označuje odklon od uznávané doktríny nebo morálky. V historii bylo několik hnutí tzv. libertinů, jako například během reformace. Opačným extrémem je asketismus.
Volnost názorů – tento termín nejlépe charakterizuje to, oč se snažili francouzští osvícenci v 18. století, kteří kritizovali státní moc a církev a stáli u zrodu moderní společnosti. Libertinismus jde ale ve skutečnosti ještě dál a propaguje nejenom volnost názorů, ale i společenských mravů. Odrazem v literatuře je například román Nebezpečné známosti Choderlose de Laclose nebo díla markýze de Sade.